# 1 Pułk Chemiczny

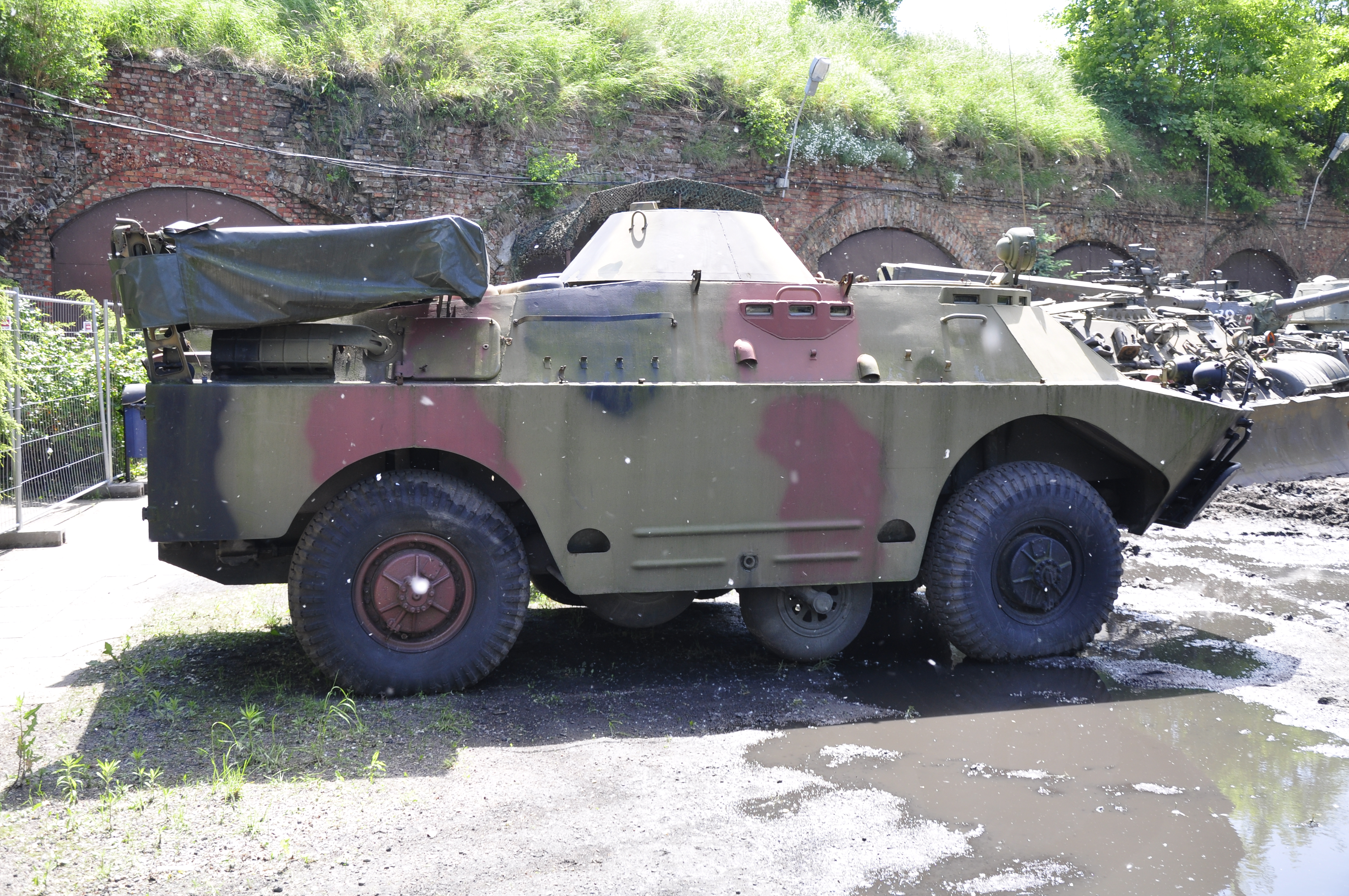
BRDM-2RS transporter rozpoznania chemicznego, który stanowił wyposażenie kompanii rozpoznania skażeń pułku

1 pułk chemiczny (1 pchem) – oddział wojsk chemicznych Sił Zbrojnych RP.
Pułk został sformowany w garnizonie Zgorzelec, w terminie do 30 marca 1967, na podstawie zarządzenia Nr 0160/Org. Sztabu Generalnego z dnia 20 grudnia 1966 nakazującego rozformowanie 7 batalionu odkażania terenu i umundurowania oraz przeformowania 1 batalionu zabiegów specjalnych i rozpoznania skażeń w 1 pułk chemiczny.

## Struktura organizacyjna
Pułk został zorganizowany według etatu Nr 12/40. Struktura pułku według tego etatu była następująca:
- dowództwo i sztab
- sekcje polityczna i finansowa
- laboratorium chemiczne i radiometryczne
- kompania rozpoznania skażeń
- kompania odkażania umundurowania
- 1 batalion zabiegów specjalnych
- 2 batalion zabiegów specjalnych
- sekcja techniczna,
- kwatermistrzostwo

W 1989, w ramach restrukturyzacji Wojska Polskiego, jednostka została przeformowana na nowy etat Nr 37/022 i przemianowana na 1 pułk przeciwchemiczny. 
Według nowego etatu struktura pułku była następująca:
- dowództwo
- sztab
- pluton łączności
- 1 batalion zabiegów specjalnych
- 2 batalion zabiegów specjalnych
- batalion przeciwchemiczny
  - kompania miotaczy ognia
  - kompania przeciwchemiczna
  - kompania rozpoznania skażeń
- batalion zadymiania
- kompania zabezpieczenia

W 1995 roku zarządzeniem Nr 057/Org. szefa Sztabu Generalnego WP z dnia 2 sierpnia 1994 roku pułk został przeformowany w 1 batalion obrony przeciwchemicznej.

## Dowódcy
- płk dypl. Jerzy Palczewski (15 marca 1967 – 28 listopada 1967)
- płk mgr inż. Czesław Jawor (28 listopada 1967 – 26 września 1974)
- płk dypl. Zygmunt Jasik (26 września 1974 – 8 lipca 1976)
- płk mgr inż. Stefan Olęderek (8 lipca 1976 – 24 kwietnia 1980)
- płk mgr inż. Jan Zydroń (24 kwietnia 1980 – 2 listopada 1983)
- płk dypl. Feliks Sawicki (2 listopada 1983 – 23 czerwca 1990)
- ppłk dypl. inż. Wiesław Wronkowski (23 czerwca 1990 – 5 czerwca 1992)
- mjr dypl. inż. Wiesław Wanat (5 czerwca 1992 – 31 stycznia 1995)
- ppłk dypl. Marian Smokowski
- ppłk mgr Mirosław Fiedorowicz